# 海倫·庫南

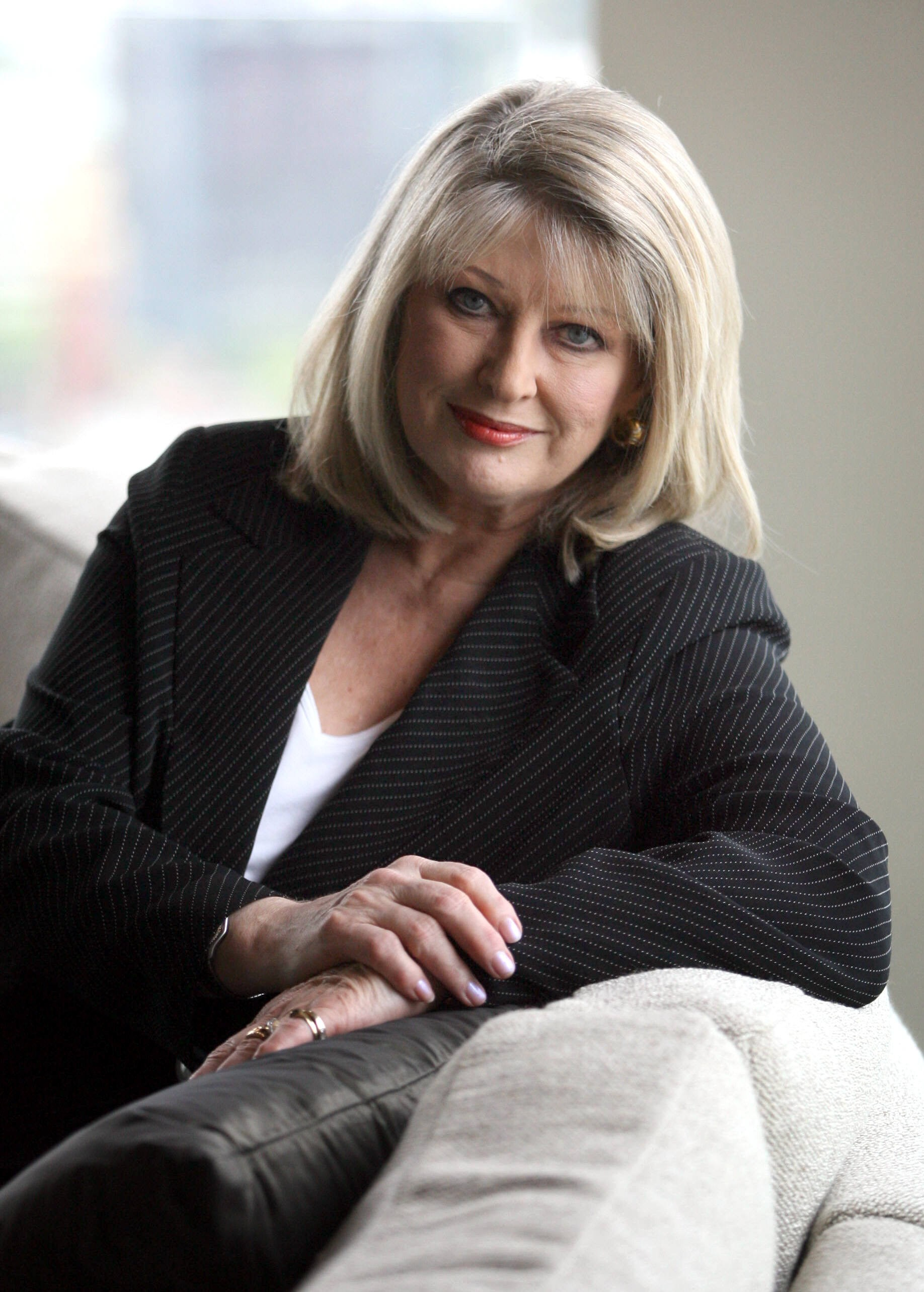
海倫·庫南

海倫·勞荷·庫南（The Hon. Helen Lloyd COONAN）（1947年10月29日—），澳大利亞政治人物；曾于1996年至2011年间担任澳大利亚参议院议员，代表新南威爾士州的議席；并曾在约翰·霍华德政府中，先后担任过國稅局長，財政部副部長，以及通訊、信息技術與文藝部長（Minister for Communications, Information Technology and the Arts）。

## 经历
库南女士出生在澳大利亚新南威尔士州南部小镇曼戈普拉，曾在沃加沃加的一所寄宿制教会学校读书，后考入悉尼大学法律系。大学毕业后，成为一名执牌律师；曾于1991年至1992年间，担任新南威爾士州法律基金會理事会主席。 
1996年，库南代表澳大利亚自由党新南威尔士州参加联邦选举，并成功当选联邦参议院，任期6年；后于2001年获得连任。连任后的库南逐获重用，先是出任财政部副部长、兼国税局长，这是她成为澳大利亚建国以来首位负责财政事务的女性；而后，于2004年提拔为负责通訊、信息技術與文藝事务的部长，并进入霍华德政府内阁；2006年1月，出任执政联盟在参议院的副领袖，成为“自由党－国家党联盟”的首位女性领袖。
2007年11月，库南再次连任联邦参议院，但是自由党丢掉了执政权。霍华德下台后，库南被后继的前后两任自由党领袖均委以重任，先后在反对党内各中负责民政、外交、金融等事务，还曾是反对党在联邦参议院的事务主管。2011年8月18日，库南在参议院宣布辞去参议院职务，离开政坛。
离开政坛后，库南于2011年被聘为澳大利亚皇冠集团的非执行董事。此外，她还担任摩根大通的顾问，悉尼歌剧院保护委员会主席，以及澳大利亚肥胖协会非执行董事等职。

## 外部連結
- 澳大利亞聯邦參議員－海倫·庫南背景材料 Archive.today的存檔，存档日期2012-11-27
- 悉尼大學校友會資料

## 參照
- http://www.zdnet.com.au/news/communications/soa/Australian-broadband-among-world-s-worst-OECD/0,130061791,339280104,00.htm （页面存档备份，存于）
- http://forums.whirlpool.net.au/forum-replies-archive.cfm/761982.html （页面存档备份，存于）
- http://www.australianit.news.com.au/story/0,24897,22239389-15306,00.html Archive.today的存檔，存档日期2012-12-15
- http://forums.whirlpool.net.au/forum-replies-archive.cfm/799078.html （页面存档备份，存于）
- http://www.pm.gov.au/media/Release/2007/Media_Release24485.cfm （页面存档备份，存于）
- http://www.news.com.au/heraldsun/story/0,21985,22218993-661,00.html （页面存档备份，存于）